# 囊花关木通
囊花关木通（学名：Isotrema utriforme）是马兜铃科关木通属的植物。分布于中国大陆的云南以及越南，生长于海拔1,900米的地区，常生于阔叶林中，目前尚未由人工引种栽培。
叶片卵状披针形; 檐部囊状, 卵形, 上窄下宽, 先端开口小。